# Aleksandr Karshakevich
Aleksandr Vladimirovich Karshakevich (em russo: Александр Владимирович Каршакевич: Ashmyany, 6 de abril de 1959) é um ex-handebolista soviético, campeão olímpico.
Aleksandr Karshakevich fez parte do elenco vice-campeão olímpico de handebol nas Olimpíadas de Moscou em 1980, e medalha de ouro em Seul 1988. Ele anotou 25 gols em nove partidas.